# Campionato italiano femminile di flag football FIDAF-LIFF 2012
Il Campionato italiano femminile di flag football 2012 è stata la 1ª edizione del campionato di flag football femminile organizzato dalla FIDAF e dalla LIFF. La competizione è stata disputata in un'unica giornata il 29 aprile 2012.

## Squadre partecipanti
| Club                  | Città     |
| --------------------- | --------- |
| Leonesse Palmanova    | Palmanova |
| Elephants Catania     | Catania   |
| Darkshadows Gallarate | Gallarate |
| Morrigans Palermo     | Palermo   |
| Mosquitos Ferrara     | Ferrara   |
| Ranzide Trieste       | Trieste   |

### Gironi
| Girone A              | Girone B           |
| --------------------- | ------------------ |
| Darkshadows Gallarate | Leonesse Palmanova |
| Elephants Catania     | Ranzide Trieste    |
| Mosquitos Ferrara     | Morrigans Palermo  |

## Calendario

### Prima fase
| Ferrara 29 aprile 2012, ore 10:30 | Elephants Catania | – | Darkshadows Gallarate | Motovelodromo |

| Ferrara 29 aprile 2012, ore 10:30 | Ranzide Trieste | – | Leonesse Palmanova | Motovelodromo |

| Ferrara 29 aprile 2012, ore 11:20 | Mosquitos Ferrara | – | Darkshadows Gallarate | Motovelodromo |

| Ferrara 29 aprile 2012, ore 11:20 | Morrigans Palermo | – | Ranzide Trieste | Motovelodromo |

| Ferrara 29 aprile 2012, ore 12:10 | Elephants Catania | – | Mosquitos Ferrara | Motovelodromo |

| Ferrara 29 aprile 2012, ore 12:10 | Morrigans Palermo | – | Leonesse Palmanova | Motovelodromo |

### Semifinali
| Ferrara 29 aprile 2012, ore 13:00 | A1 | – | B2 | Motovelodromo |

| Ferrara 29 aprile 2012, ore 13:00 | A2 | – | B1 | Motovelodromo |

### Finali

#### Finale 5º - 6º posto
| Ferrara 29 aprile 2012, ore 14:00 | Darkshadows Gallarate | p – v | Morrigans Palermo | Motovelodromo |

#### Finale 3º - 4º posto
| Ferrara 29 aprile 2012, ore 14:00 | Mosquitos Ferrara | v – p | Elephants Catania | Motovelodromo |

#### Finale
| Ferrara 29 aprile 2012, ore 14:50 | Ranzide Trieste | v – p | Leonesse Palmanova | Motovelodromo |

## Campione d'Italia
| Campione d'Italia 2012 Ranzide Trieste (1º titolo) |

## MVP
- Carolina Murano e Francesca Furlan ( Ranzide Trieste; a pari merito)